# Новоалтайск (посёлок)
Новоалтайск — упразднённый посёлок в Шипуновском районе Алтайского края. На момент упразднения входил в состав Родинского сельсовета. Исключён из учётных данных в 1983 году.

## География
Располагался в истоке реки Волчиха (Кривулина), на расстоянии приблизительно 6 км (по-прямой) к северо-западу от село Родино.

## История
Основан в 1926 году. В 1928 году посёлок Ново-Алтайский состоял из 71 хозяйства. В административном отношении входил в состав Зеркальского сельсовета Боровского района Барнаульского округа Сибирского края.
Решением Алтайского КИКа от 11 ноября 1983 года № 381 населённый пункт исключён из учётных данных.

## Население
По данным переписи 1926 года в посёлке проживало 438 человек (206 мужчин и 232 женщины), основное население — русские.